# William Zisman
Le Dr William Albert Zisman, né en 1905 et mort en 1986, est un chimiste et géophysicien américain.

## Vie et carrière
Il naît à Albany dans l'État de New York et passe sa jeunesse à Providence, RI jusqu'à l'âge de 14 ans lorsque sa famille déménage pour Washington, DC. Il obtient ses diplômes BS (License ès Sciences) et MS en physique du Massachusetts Institute of Technology (MIT). Il commence sa carrière en tant qu'assistant de recherche du lauréat du prix Nobel PW Bridgman à l'Université de Harvard.
Il obtient son doctorat à Harvard en 1932 et continue en tant que post-doctorant, sur des problèmes de haute pression liés au noyau terrestre. À ce stade de sa carrière, il commence à suivre les traces de Langmuir, Rideal et Harkins. Les fonds de recherche étaient limités pendant la Grande Dépression et Zisman retourna à Washington, DC pour occuper divers postes administratifs pour des agences gouvernementales nées à l'époque du New Deal.
Zisman revint à la science en 1938 lorsqu'il quitta son emploi à Washington pendant un an et finança une année d'études dans le laboratoire de feu le Dr Roy Goranson au Carnegie Geophysical Laboratory. L'année suivante, il réussit à faire pression pour un programme de recherche en chimie des surfaces et est embauché pour diriger ce programme au Naval Research Lab, dirigeant plus tard toute la division de chimie. «La chimie de surface était son intérêt constant et tout le monde dans la division était formé pour être conscient des diverses interactions qui peuvent être impliquées dans divers systèmes naturels.» déclara Patrick J. Hannan, qui travailla avec Zisman dans la division Chimie.
Pendant son séjour au LNR, le Dr Zisman développe la méthode du condenseur vibrant pour mesurer le potentiel de contact, une méthode largement utilisée depuis. Il effectue d'ailleurs sa thèse de maîtrise sur ce sujet au MIT.
Il entreprit d'importantes recherches sur les huiles et pendant la guerre, il fait de nombreuses observations importantes qui conduisent au développement de lubrifiants et d'additifs synthétiques. Il acquiert de nombreuses données sur l'angle de contact, le mouillage, la tension superficielle et l'adhérence.

## Prix et distinctions
En 1954, il reçoit le Navy Distinguished Civilian Service Award pour ses travaux civils.
En 1961, Zisman reçoit le prix international de la Society of Tribologists and Lubrication Engineers.
En 1963, c'est le prix Kendall de l'American Chemical Society pour ses vastes contributions à la science des surfaces qui lui est décerné,.
1964 : prix du service civil distingué du ministère de la Défense du secrétaire à la Défense.
1965 : le Clarkson College of Technology lui décerne un doctorat honorifique en sciences.
En 1968 : Prix Captain Robert Dexter Conrad de l'Office of Naval Research.
En 1969, il reçoit le prix Mayo D. Hersey de l'American Society of Mechanical Engineers.
Il est l'auteur de plus de 100 publications et détient 39 brevets, dont 10 sont détenus par l'US Navy. Il est également l'auteur de la méthode « Zisman's Plot » intégrée au logiciel DROPimage Ramé-hart.
Parmi ses plus grandes inventions figure le goniomètre à angle de contact NRL, fabriqué par Ramé-hart instrument co., Succasunna, NJ, depuis plus de 50 ans.